# Skutholms Kobbarna
Skutholms Kobbarna är skär i Åland (Finland). De ligger i den östra delen av landskapet, 50 km öster om huvudstaden Mariehamn.
Terrängen runt Skutholms Kobbarna är mycket platt. Havet är nära Skutholms Kobbarna åt sydost. Trakten är glest befolkad. Närmaste större samhälle är Kumlinge, 5,9 km nordväst om Skutholms Kobbarna. 